# Kościół Najświętszej Maryi Panny Królowej Różańca Świętego w Boronowie

Plan kościoła
1. Ołtarz główny
2. Ołtarz św. Anny
3. Ołtarz Niepokalanego Poczęcia NMP
4. Ołtarz Czterech św. Janów
5. Ołtarz św. Mikołaja
6. Chór
7. Dzwonnica
8. Zakrystia
9. Babnik
10. Feretrony

Kościół NMP Królowej Różańca świętego w Boronowie (skrótowo Kościół Matki Boskiej Różańcowej) – drewniany kościół z 1611 roku położony na terenie miejscowości Boronów w dekanacie Woźniki, w diecezji gliwickiej, siedziba parafii NMP Królowej Różańca Świętego.

## Historia
Pierwszy kościół w miejscowości według podania miał istnieć już w średniowieczu. Prawdopodobnie była to jednak kaplica leśna, jak wspominają kroniki. Drewniany kościół w miejscowości Boronów wybudowany został w roku 1611, a jego fundatorem był Andrzej Dzierżanowski.
Kościół leży wraz z kilkoma innymi kościołami ziemi lublinieckiej na Szlaku Architektury Drewnianej. Jest to najstarszy drewniany kościół na Śląski na takim planie.

## Architektura i wyposażenie
Kościół jest orientowany, zbudowany na rzucie krzyża greckiego. Jest to najstarszy drewniany kościół na Śląsku na takim planie.
Nastawa ołtarza głównego składa się z dwóch kondygnacji – na pierwszej zawieszony jest obraz MB Różańcowej, na drugiej natomiast mniejszy obraz św. Andrzeja, który w XVII był patronem kościoła. Po obu stronach obrazu MB Różańcowej znajdują się dwie rzeźby: św. Wojciecha i św. Stanisława. W nawie głównej, po obu stronach ołtarza znajdują się stalle z XVII wieku. Wcześniej stalle znajdowały się także w nawach bocznych.
Większość obiektów sakralnych znajdujących się obecnie w kościele pochodzi z XVII i XVIII wieku. Poza ołtarzem głównym z początku XVII wieku, w kościele znajdują się jeszcze cztery ołtarze boczne, ulokowane w południowej i w północnej nawach bocznych:
- ołtarz św. Anny z XVII wieku
- ołtarz Niepokalanego Poczęcia Najświętszej Marii Panny z 1659
- ołtarz Czterech św. Janów z XVIII wieku
- ołtarz św. Mikołaja z 1751

Ołtarz św. Anny i ołtarz czterech św. Janów: św. Jana Chrzciciela, św. Jana Nepomucena, św. Jana Ewangelisty oraz św. Jana Sarkandra tworzą osobną przestrzeń, odgrodzoną od reszty kościoła żelazną kratą, tworząc kaplicę św. Anny. Na kracie znajduje się krucyfiks z Chrystusem, który według miejscowych podań przymyka oczy, aby zamknąć je w dniu końca świata. Inna legenda odnosi się do jego cudownych właściwości. Głosi ona, że pod tym krzyżem złożone zostało ciało utopionej w pobliskim stawie dziewczynki, która dzięki modlitwom ożyła. Wdzięczni parafianie mieli wówczas przenieść krzyż do centralnej części, na chór, ten jednakże w ciągu nocy powrócił na stare miejsce.
W kaplicy tej tradycyjnie w czasie wielkiej soboty umieszczony zostaje symboliczny grób Jezusa, przy którym wartę trzymają strażacy. Przy ołtarzu św. Anny umieszczona została też figura świętego Floriana. Natomiast przy ołtarzu Niepokalanego Poczęcia Najświętszej Marii Panny corocznie budowana jest symboliczna stajenka betlejemska. W obu nawach bocznych umieszczone są konfesjonały.
W nawie głównej przy ławkach zamocowano przy pomocy uchwytów 15 feretronów, pochodzących z połowy XVIII wieku. Wykorzystywane były podczas procesji Bractwa Różańcowego. Na ich awersach znajdują się płaskorzeźby tajemnic różańcowych, natomiast na rewersach umieszczone są płaskorzeźby świętych z zakonu Dominikanów, za sprawą których najprawdopodobniej rozpowszechniony został we wsi kult MB Różańcowej.
Na chórze znajdują się organy z roku 1853 oraz zawieszony pod nimi herb rodu Hohenlohe-Ingelfingen. Przedstawiciele tego rodu byli w XIX wieku i na początku XX wieku właścicielami Boronowa.
Do lat 70. XX wieku kościół ozdabiała także bogata polichromia na jego ścianach, jednakże w wyniku renowacji została ona zamalowana. W części wschodniej nad ołtarzem znajdują się dwa witraże z roku 1890 przedstawiające św. Andrzeja i św. Jadwigę Śląską.
W części zachodniej znajduje się 20-metrowa dzwonnica. Pierwszy dzwon, zawieszony na niej, ufundowany został przez syna Andrzeja Dzierżanowskiego, Aleksandra Ernesta, w roku 1638, drugi, mniejszy zawieszony został w roku 1824.

## Cmentarz
Wokół kościoła rozciąga się cmentarz z drewnianym płotem oraz brama cmentarna z XVII wieku. Większość grobów pochodzi z czasów powojennych, jednakże znajduje się też na nim kilka grobów z lat 20. i 30. XX wieku. W najstarszym grobie, z 1855, ulokowanym w pobliżu bramy cmentarnej, pochowany został kuratus Emil Schabon.
W roku 1993 przy cmentarzu otwarta została kaplica przedpogrzebowa.

## Galeria

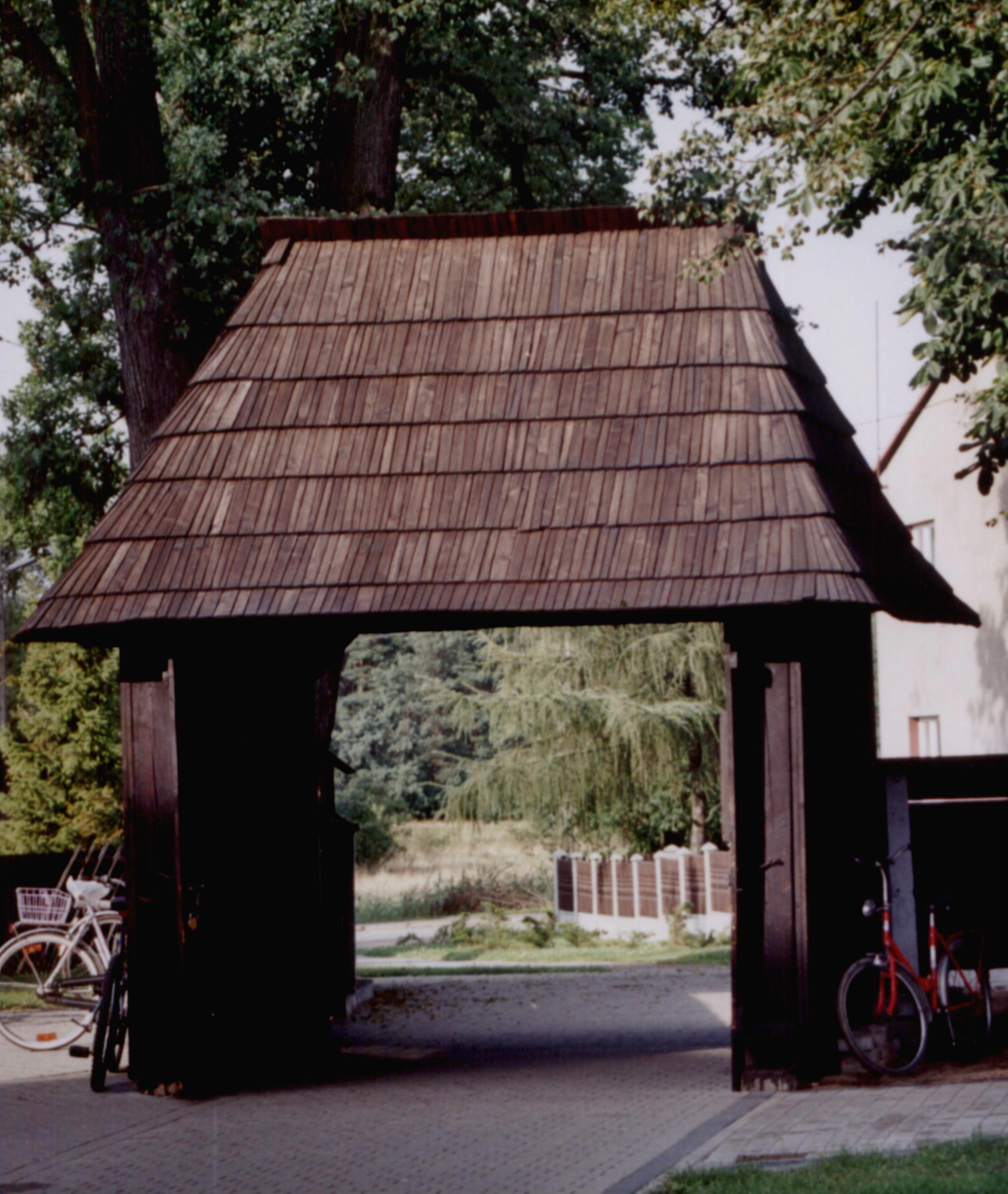
Brama cmentarna
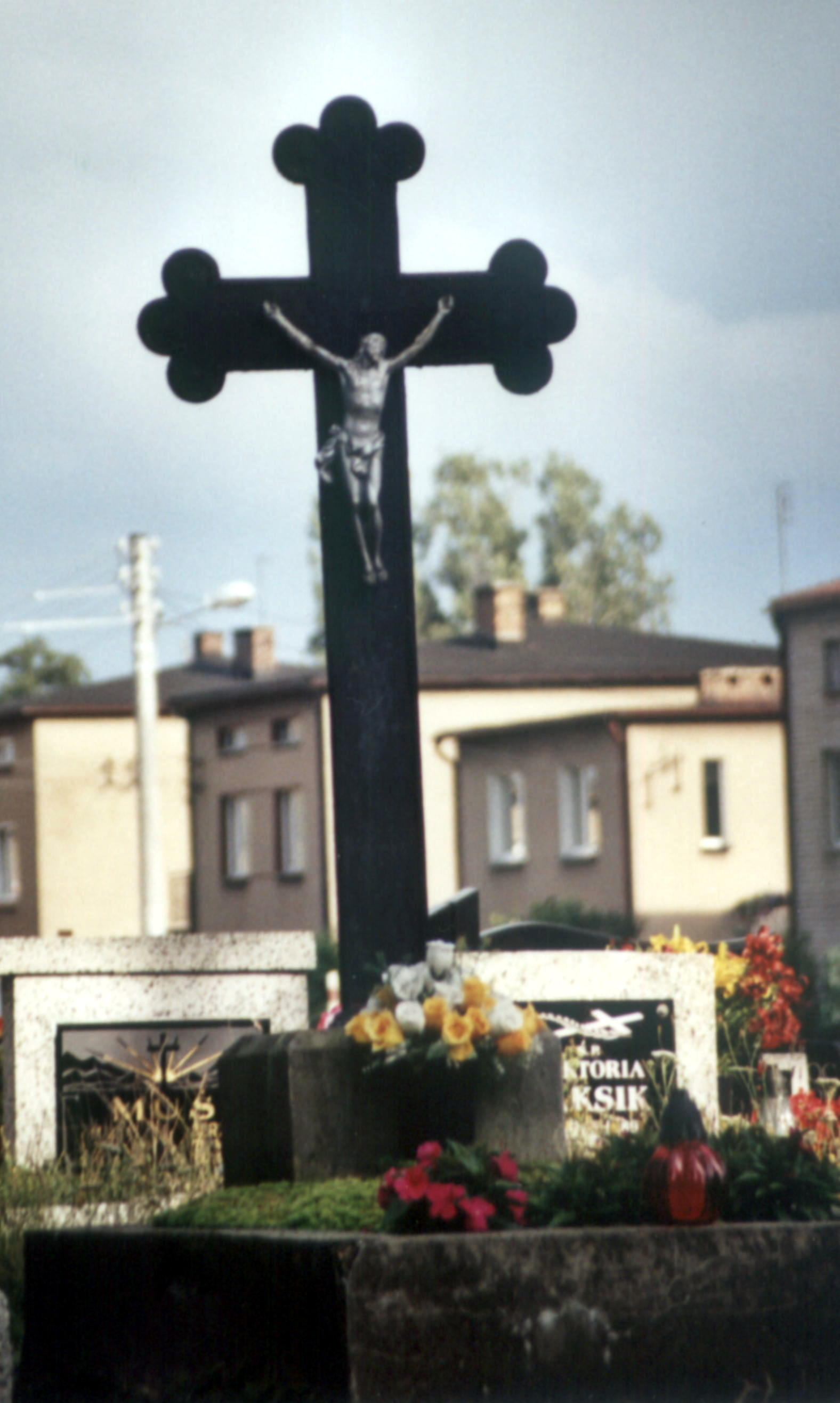
Najstarszy grób
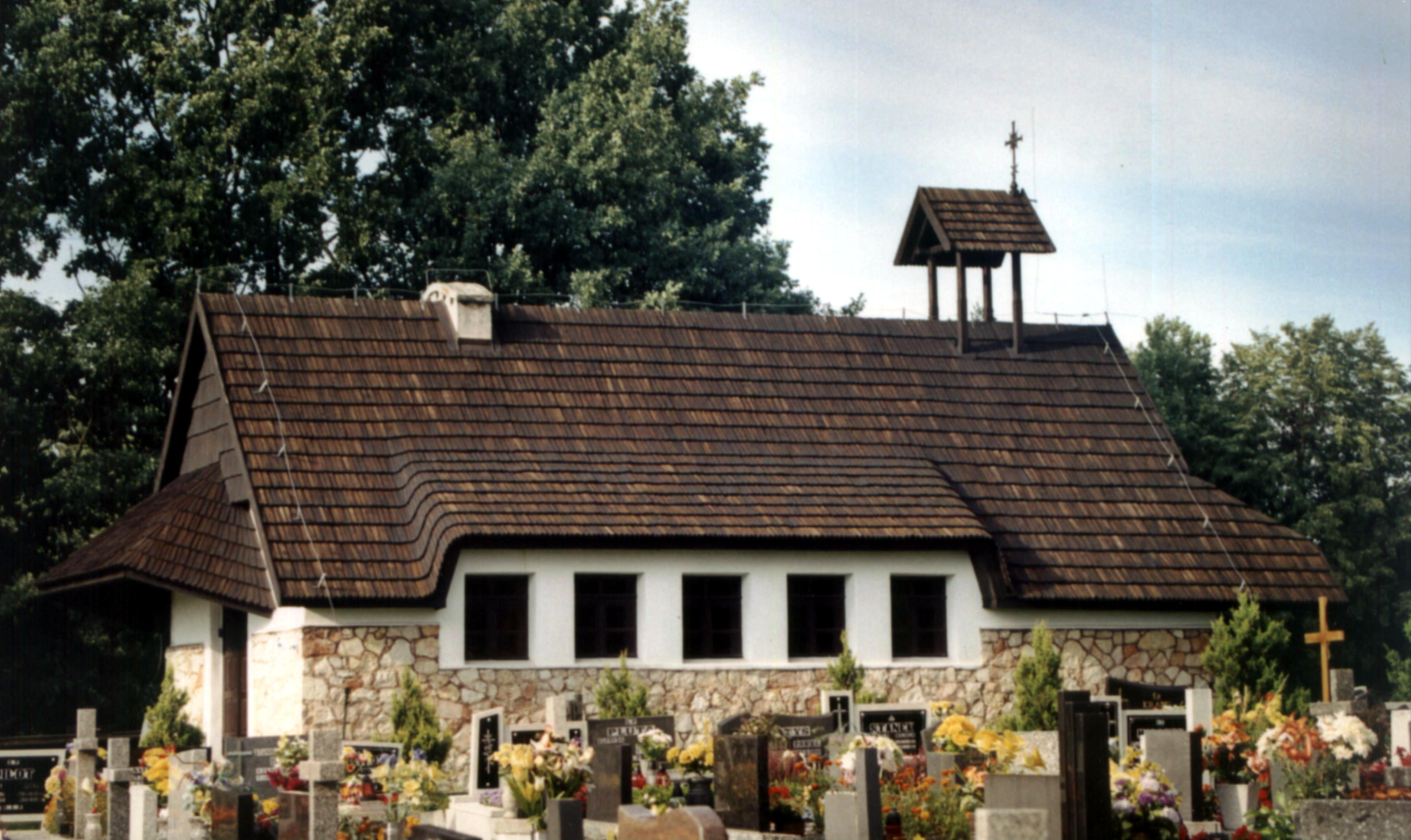
Kaplica przedpogrzebowa
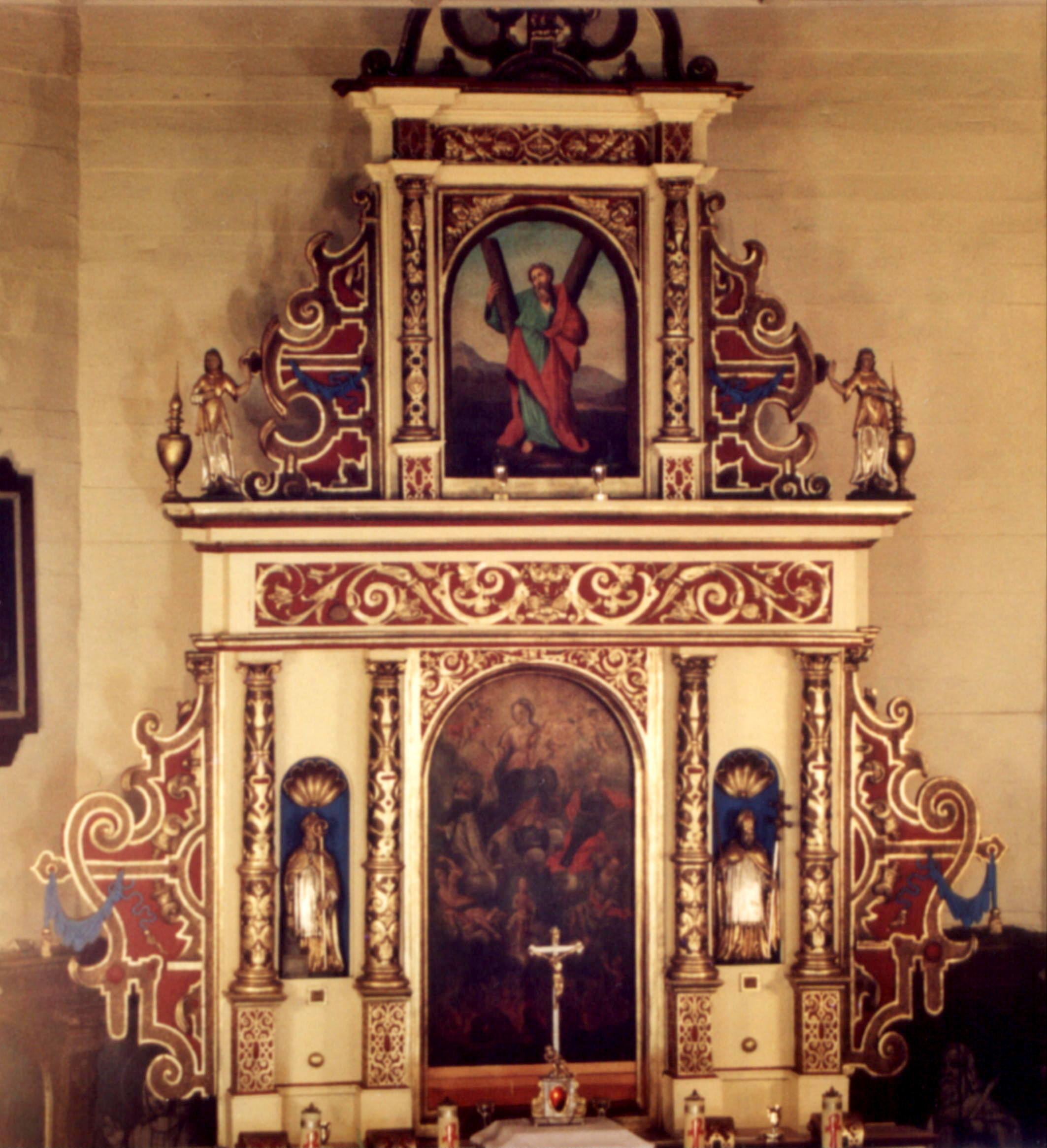
Dwukondygnacyjny ołtarz główny
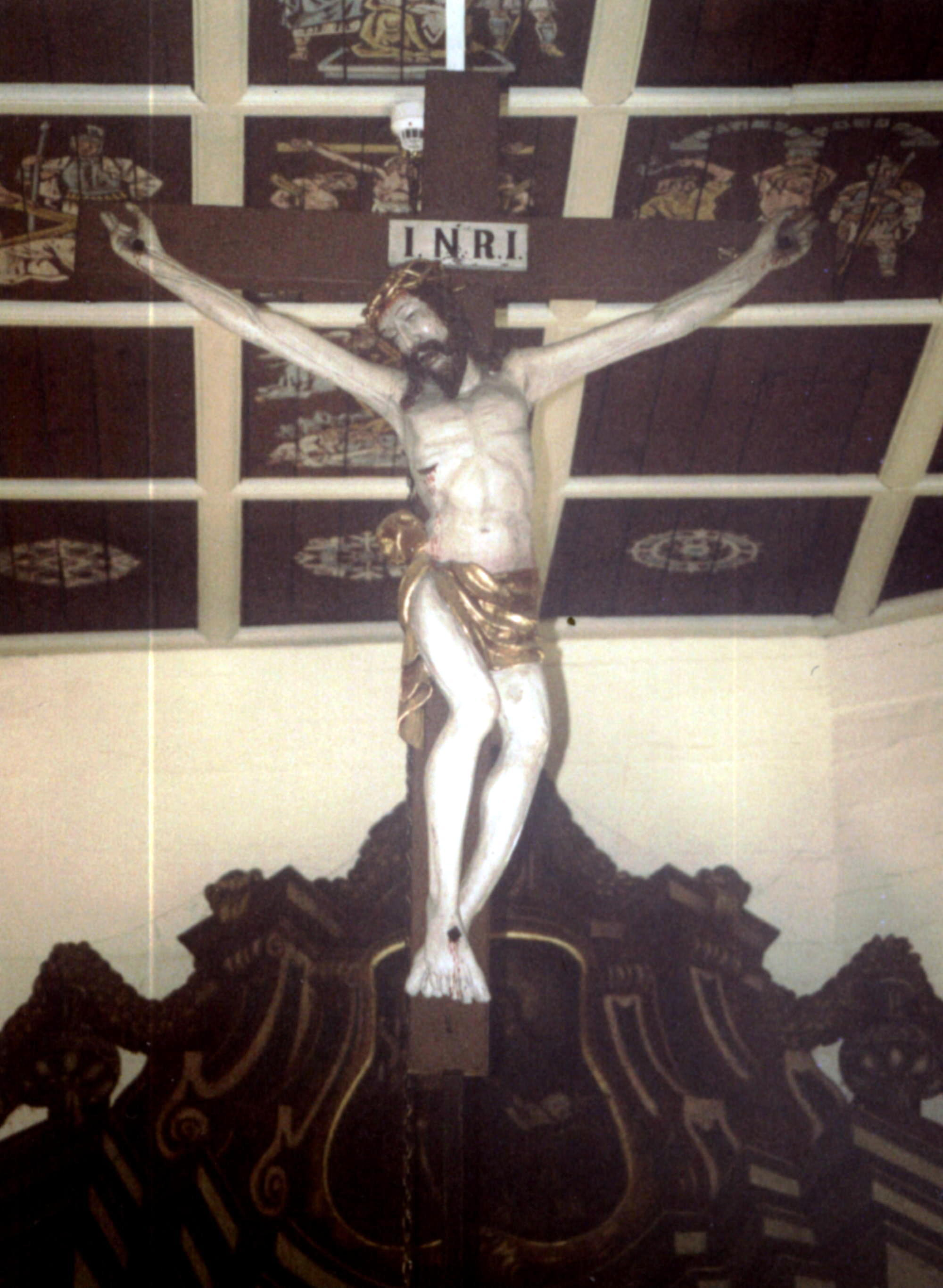
Chrystus zamykający oczy na kratach kaplicy św. Anny
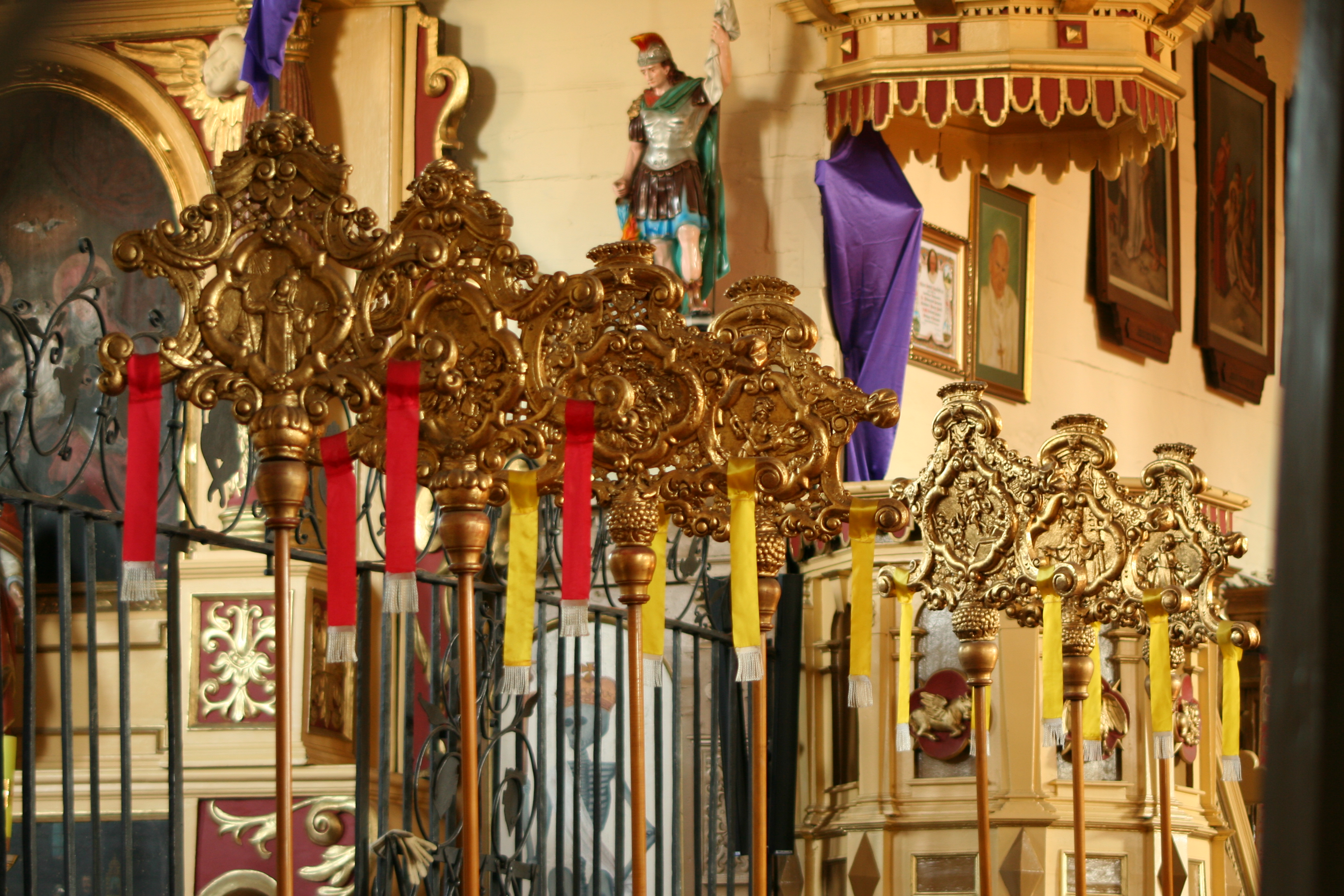
Feretrony Bractwa Różańcowego
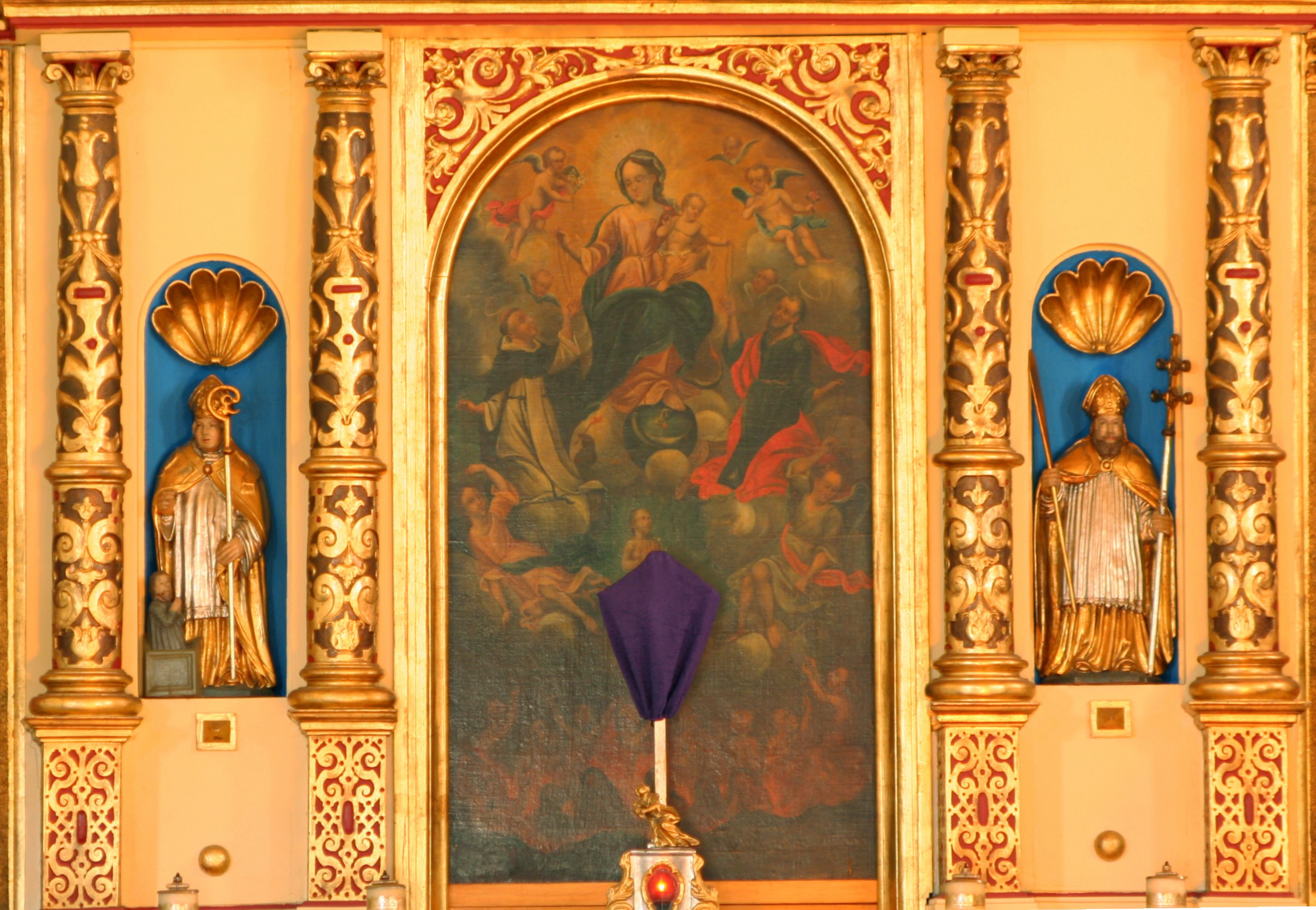
Detale ołtarza głównego
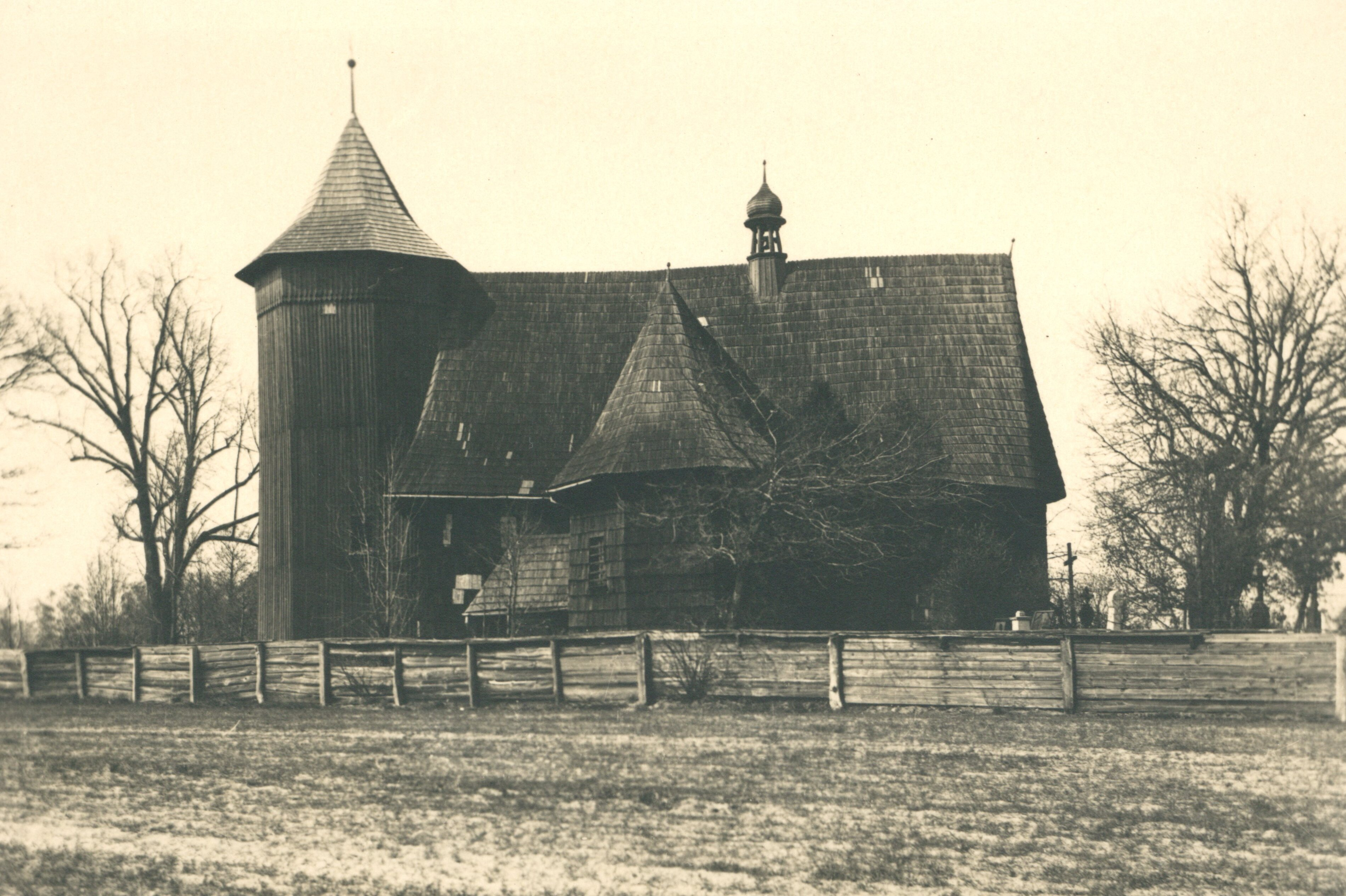
Widok kościoła około 1930